# Antonio Capece Minutolo
Antonio Luigi Raffaele Capece Minutolo, principe di Canosa (Napoli, 5 marzo 1768 – Pesaro, 4 marzo 1838), è stato un politico, scrittore e nobile italiano.
Definito spregiativamente da Benedetto Croce «il Don Chisciotte della Reazione italiana», è oggi considerato il più importante pensatore controrivoluzionario e legittimista delle Due Sicilie.

## Biografia

### Origini
Nato da Fabrizio Capece Minutolo e Rosalia de Sangro, dei principi di San Severo, fu esponente di una delle famiglie nobili più antiche del Regno delle Due Sicilie, il casato dei Capece Minutolo. Trascorse gran parte della giovinezza a Roma, dove studiò prima filosofia dai gesuiti, poi giurisprudenza.

### Studi
Gli studi romani lo mantennero relativamente distante dalle teorie illuministiche e dal fermento che cominciava a manifestarsi anche nel ceto nobiliare del Regno di Napoli e, anzi, assunse sempre più posizioni legittimiste e rispettose dei principi religiosi. In tal senso nel 1795 difese la religione cattolica contro i fautori della religione naturale, e poco più tardi, con la pubblicazione di una dissertazione sulla Utilità della monarchia nello stato civile, giudicò infondate le posizioni espresse da Ferdinando IV e dal suo governo, che cercavano di accrescere le prerogative regali, mantenendo tuttavia in piedi prestazioni di tipo feudale, come il servizio militare obbligatorio per i baroni o l'esazione di una tassa, l'adoa, che, in contrapposizione con la tesi di Nicola Vivenzio, riteneva essere stata abolita.
La fede ed il blasone lo portarono presto ad essere ascritto quale fratello del Real Monte e Arciconfraternita di San Giuseppe dell'Opera di Vestire i Nudi, istituzione benefica e gentilizia di Napoli, portandolo alla carica di Sopraintendente nel 1797.

### Durante la Repubblica Napoletana
All'arrivo dei francesi nel regno di Napoli Canosa si unì, finanziando la leva e l'armamento di truppe, alla resistenza attuata dai Lazzari; propugnò anche l'antico diritto della città (ovvero alle assemblee aristocratiche dette sedili) di rappresentare il re, mentre il rappresentante nominato da re Ferdinando, cioè il conte di Laino Francesco Pignatelli, impose la linea assolutista, che privava i sedili di rappresentatività. Arrestato dai francesi, scampò tuttavia alla condanna a morte solo per la brevissima durata della Repubblica Napoletana. Una volta liberato fu, però, nuovamente arrestato:  la giunta di stato, inviata a Napoli per punire i repubblicani, lo condannò, infatti, a cinque anni di prigionia per essersi rifiutato di ubbidire a Pignatelli. Fu quindi scarcerato per l'amnistia decretata da Napoleone con i patti della Pace di Firenze (1801).
Al momento della seconda discesa francese, rimase al fianco del re, trasferendosi in Sicilia. Venne incaricato della difesa degli ultimi lembi del territorio ancora in suo possesso, le isole di Ponza, Ventotene e Capri; nonostante la perdita di Capri, conquistata da Gioacchino Murat, riuscì a mantenere le altre isole. Alla fine del decennio francese, nel 1816, quando Ferdinando ritornò sul trono di Napoli, venne nominato ministro della polizia.
In questa veste si scontrò con il capo di gabinetto Luigi de' Medici di Ottajano, principe di Ottajano, per l'intransigenza con la quale il primo si faceva difensore dell'ancien régime. Canosa cercò di opporsi alle correnti sovversive, non tanto attraverso la repressione, che pure attuò, quanto con un'opera di propaganda di stampo reazionario, culminata con la costituzione della società segreta dei Calderari. Ma le sue iniziative ebbero scarso successo, e lo resero diffusamente inviso, tanto che fu alla fine sollevato dall'incarico ministeriale. Richiamato al ministero nel 1821, Canosa ne venne di nuovo allontanato e lasciò il Regno delle Due Sicilie in esilio «più o meno volontario».
Nel frattempo, nel 1820 aveva dato alle stampe la sua opera più famosa, I Piffari di montagna, che fu ristampata con luogo di edizione Dublino (ma in realtà Lucca) nel 1821 (edizione on line) e poi a Firenze nel 1822 (edizione on line). Si trattava di una sorta di manifesto dell'integralismo d'ancien régime che, attaccando la carboneria e difendendo la regina Maria Carolina, auspicava un ritorno ai fasti prerivoluzionari. Di fatto, con l'uscita di questo pamphlet, Canosa diventò il bersaglio degli strali di tutti i liberali d'Europa, primo fra tutti Vincenzo Gioberti, nonché di buona parte dell'aristocrazia reazionaria.
Dopo l'abbandono di Napoli, viaggiò in Italia e all'estero cercando, invano, di collegare fra di loro i fautori del legittimismo. Nel 1830, dopo aver tentato di difendere nuovamente la memoria della regina Carolina, in questo caso con uno scritto che confutava Luigi Angeloni, si stabilì a Modena, presso la corte di Francesco IV d'Asburgo-Este, dove collaborò al periodico «La Voce della Verità» fino al 1834, data in cui si trasferì a Pesaro. Qui scrisse su «La Voce della Ragione», periodico fondato da Monaldo Leopardi che fu soppresso nel 1835 dal governo pontificio. A Pesaro scrisse anche un'altra opera, l'Epistola ovvero Riflessioni critiche sulla moderna storia del Reame di Napoli del Generale Pietro Colletta, uscita nel 1834 (edizione on line), un'apologia a carattere storico in cui, muovendo dal suo comportamento e da quello, ancora una volta, della regina Maria Carolina, rispondeva analiticamente alle tesi pubblicate da Pietro Colletta nella Storia del reame di Napoli dal 1734 sino al 1825.

## Opere
- Aliqui ex Luciani Samosatensis operibus Dialogi morales ab Antonio Capycio Minutolo ex principibus Canusii latine et italice redditi, et Excellentissimae Dominae Teresiae Revertera dicati, Neapoli, Typis Onuphrii Zambraja, 1794.
- I Piffari di montagna ossia cenno estemporaneo di un cittadino imparziale sulla congiura del principe di Canosa e sopra i Carbonari. Epistola critica diretta all'estensore del Foglio letterario di Londra, 1820, Lucca, con la falsa indicazione di Dublino e con lo pseudonimo di Giuseppe Torelli.
- Opere politiche, a cura di Gianandrea de Antonellis, volume I, Solfanelli, Chieti, 2021, Contiene: L’utilità della Monarchia nello Stato civile (1796), Sul servizio militare dei Baroni (1796), Contro l’abolizione della feudalità (1799), Decadenza della nobiltà (1803), In difesa dei Napoletani esuli nel Regno di Sicilia (1813), I piffari di montagna (1820)